# W Equulei
W Equulei är en kortperiodisk förmörkelsevariabel av Algol-typ (EA/DM) i stjärnbilden Lilla hästen.
Stjärnan varierar mellan visuell magnitud +11,0 och 11,5 med en period av 4,236886 dygn.